# Un grand mariage
Pour plus de détails, voir Fiche technique et Distribution.
Un grand mariage (The Big Wedding) est un film américain écrit et réalisé par Justin Zackham, sorti en 2013. 
Il s'agit d'un remake de Mon frère se marie, un film franco-suisse de Jean-Stéphane Bron, sorti en 2006.

## Synopsis
Don et Ellie Griffin sont divorcés depuis des années. Mais en raison du mariage de leur fils adoptif Alejandro et pour ne pas heurter sa mère biologique, ils doivent faire semblant de former le couple parfait. Cette mascarade va rapidement engendrer des évènements inattendus au sein de la famille et de tous leurs amis. Hypocrisie et vieilles rancœurs vont venir troubler la fête...

## Fiche technique
- Titre original : The Big Wedding
- Titre français : Un grand mariage
- Réalisation : Justin Zackham
- Scénario : Justin Zackham
- Musique : Nathan Barr
- Direction artistique : Toni Barton
- Décors : David Schlesinger
- Costumes : Aude Bronson-Howard
- Photographie : Jonathan Brown
- Montage : Jon Corn
- Production : Justin Zackham, Anthony Katagas, Clay Pecorin, Richard Salvatore et Harry J. Ufland ; Matthew O'Toole (coproduction)
  - Producteurs délégués : Danny Dimbort, Avi Lerner, Trevor Short et John Thompson
- Sociétés de production : Two Ton Films et Millennium Films
- Sociétés de distribution : Lionsgate
- Pays d'origine :  États-Unis
- Langue originale : anglais
- Format : couleur - 35 mm - 1,85:1 - son Dolby Digital
- Genre : comédie
- Durée :
- Dates de sortie :
Argentine, Portugal : 25 avril 2013[1]
États-Unis, Canada : 26 avril 2013[1]
France, Belgique : 22 mai 2013[2]

Source : IMDb

## Distribution
- Robert De Niro (V. F. : Michel Creton) : Don Griffin
- Katherine Heigl (V. F. : Charlotte Marin) : Lyla Griffin
- Diane Keaton (V. F. : Béatrice Delfe) : Ellie Griffin
- Topher Grace (V. F. : Alexandre Gillet) : Jared Griffin
- Ben Barnes (V. F. : Emmanuel Garijo) : Alejandro Griffin
- Susan Sarandon (V. F. : Frédérique Tirmont) : Bebe McBride
- Amanda Seyfried (V. F. : Marie-Eugénie Maréchal) : Melissa "Missy" O'Connor
- Robin Williams (V. F. : Michel Papineschi) : père Monighan
- Ana Ayora (V. F. : Ethel Houbiers) : Nuria Soto
- Kyle Bornheimer (V. F. : Didier Cherbuy) : Andrew
- Christine Ebersole (V. F. : Martine Irzenski) : Muffin O'Connor

Source et légende : Version française (V. F.) sur RS Doublage et AlloDoublage

## Accueil

### Accueil critique
Dans l'ensemble des critiques, aussi bien anglophones que françaises, Un grand mariage est globalement mal reçu par la presse, obtenant 7 % d'avis favorables sur le site Rotten Tomatoes, basé sur quatre-vingt-dix-neuf commentaires collectés et une note moyenne de 2,9⁄10 et un score moyen de 28⁄100 sur le site Metacritic, basé sur trente-deux commentaires collectés. Le site AlloCiné, ayant recensé onze titres de presse, lui attribue une note moyenne de 1,4⁄5.

## Autour du film
- Pour la quatrième fois dans sa filmographie, Robert De Niro est doublé par Michel Creton après Voyage au bout de l'enfer (1979), Sanglantes confessions (1981) et Il était une fois en Amérique (1984), Jacques Frantz étant indisponible. Quant à Béatrice Delfe, elle a été choisie pour doubler Diane Keaton plutôt que Susan Sarandon.